# Stara Biała (gmina)
Stara Biała (do 1931 gmina Brwilno; 1931-54 gmina Biała) – gmina wiejska w Polsce położona w województwie mazowieckim, w powiecie płockim. W latach 1975–1998 gmina należała do województwa płockiego.
Siedziba gminy to Biała.
Według danych z 2 lipca 2014 r. gminę zamieszkiwało 11129 osób.

## Struktura powierzchni
Według danych z roku 2009 gmina Stara Biała ma obszar 111,12 km², w tym:
- grunty rolne: 80,0%
- lasy: 10,7%
- inne grunty: 7,8%
- nieużytki: 1,5%

Gmina stanowi 6,18% powierzchni powiatu.

## Demografia

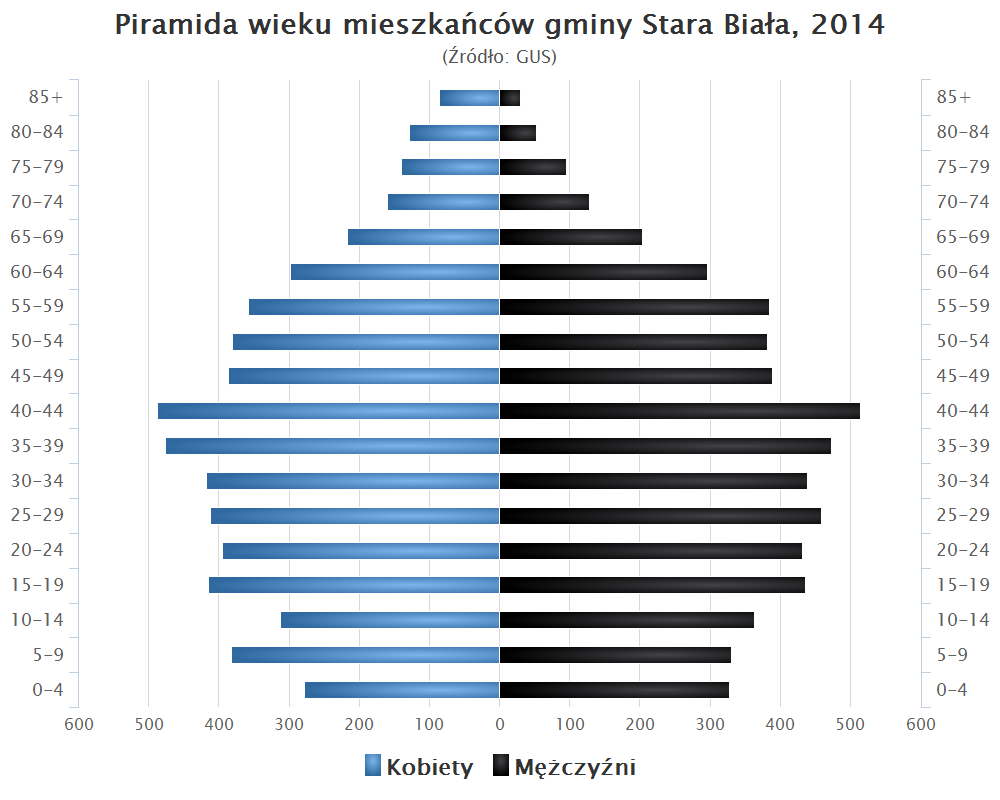
Piramida wieku mieszkańców gminy Stara Biała w 2014 roku

Dane z 2 lipca 2014:
| Opis                              | Ogółem | Ogółem | Kobiety | Kobiety | Mężczyźni | Mężczyźni |
| --------------------------------- | ------ | ------ | ------- | ------- | --------- | --------- |
| jednostka                         | osób   | %      | osób    | %       | osób      | %         |
| populacja                         | 11129  | 100    | 5588    | 50,21   | 5541      | 49,79     |
| gęstość zaludnienia (mieszk./km²) | 100,2  | 100,2  | 50,3    | 50,3    | 49,9      | 49,9      |

## Sołectwa
Biała, Bronowo Kmiece, Bronowo-Zalesie, Brwilno, Dziarnowo, Kamionki, Kobierniki, Kowalewko, Kruszczewo, Mańkowo, Maszewo, Maszewo Duże, Miłodróż, Nowa Biała, Nowe Draganie, Nowe Proboszczewice, Nowe Trzepowo, Ogorzelice, Srebrna, Stara Biała, Stare Proboszczewice, Trzebuń, Ulaszewo, Włoczewo, Wyszyna
Miejscowości bez statusu sołectwa: Ludwikowo, Nowe Bronowo i Stare Draganie.

## Sąsiednie gminy
Bielsk, Brudzeń Duży, Gozdowo, Nowy Duninów, Płock, Radzanowo